# Christelijke hardcore
Christelijke hardcore is een verzamelnaam voor hardcorepunkbands die hun christelijke geloofsovertuiging uitdragen door evangeliserende podiumpresentaties (zoals bij No Innocent Victim en Strongarm) of met songteksten die verwijzingen naar hun geloof hebben (zoals bij Figure Four en Norma Jean). Christelijke hardcore is vooral in de Verenigde Staten een subcultuur van enige omvang; in Europa is het aantal christelijke hardcorebands op twee handen te tellen.
In Nederland wordt de term ook gebruikt voor Christelijke hardcore house, door artiesten als DJ Flubbel, Stryptic, Toblex, The WLF en Invinity. 
In de Verenigde Staten kwam christelijke hardcore begin jaren negentig op met bands als The Crucified, Strongarm en The Blamed. De platenlabels Tooth & Nail (en later het sub-label Solid State) en Facedown Records hebben een grote rol gespeeld in de verspreiding van deze muziek. De enige band die wereldwijd is doorgebroken is de Zweedse band Blindside (zij veranderden hun muziekstijl in nu metal onder invloed van de bevriende band P.O.D.). De bands Today Forever en Opposition Of One brachten in de Verenigde Staten platen uit via het label Strike First Records.
Sommige christelijke hardcorebands brengen hun albums uit op christelijke, of als christelijk bekendstaande, platenlabels, ondanks dat er soms nauwelijks (meer) christenen in de band zitten. Voorbeelden hiervan zijn Zao, Hopesfall, Comeback Kid en Stretch Arm Strong.
De organisatie Bands On Fire zet zich in om Europese christelijke hardcorebands meer bekendheid te geven en ze te laten samenwerken.

## Bands
Voorbeelden van christelijke hardcore-punkbands zijn naast bovengenoemde:
- As I Lay Dying
- Me Without You
- Underoath
- xDisciplex AD
- Live
- Focal Point
- Focused
- Symphony In Peril